# Метасилікатна кислота
Метасиліка́тна (метакремнієва) кислота́ H2SiO3 — дуже слабка, двохоснóвна кислота. Нерозчинна у воді. Вона не діє на індикатори, не реагує з металами, багатьма оснóвними оксидами, нерозчинними основами, солями, але взаємодіє з лугами і розкладається при нагріванні. Ця кислота слабша навіть за карбонатну кислоту.

## Отримання
Метасилікатну кислоту можна одержати дією будь-якої кислоти на розчини силікату калію або натрію, наприклад:
Na2SiO3 + 2HCl → H2SiO3↓ + 2NaCl
Na2SiO3 + H2SO4 → H2SiO3↓ + Na2SO4
При цьому вона виділяється у вигляді білого драглистого осаду, який містить значну кількість води. У воді H2SiO3 нерозчинна, але у подрібненому стані має властивість утворювати колоїдний розчин. При нагріванні метасилікатна кислота поступово зневоднюється, а при прожарюванні повністю втрачає воду і перетворюється на силікатний ангідрид SiO2.